# Corb de les Bismarck
El corb de les Bismarck (Corvus insularis) és un ocell de la família dels còrvids (Corvidae).

## Hàbitat i distribució
Habita el bosc, selva, vegetació costanera, platges i terres de conreu de les terres baixes de les illes de Nova Hannover, Nova Irlanda, Nova Bretanya i illes satèl·lits, a la zona oriental de l'arxipèlag de Bismarck.